# Macleania benthamiana
Macleania benthamiana là một loài thực vật có hoa trong họ Thạch nam. Loài này được Walp. mô tả khoa học đầu tiên năm 1847.